# Karl Herzog (General)
Karl Herzog (* 9. Juli 1906 in Nürnberg; † 25. Januar 1998 in München) war ein deutscher Offizier, zuletzt Generalmajor der Bundeswehr.

## Leben
Karl Herzog wuchs in St. Leonhard auf. Er absolvierte die Ausbildung zum Volksschullehrer an den Lehrerbildungsanstalten in Schwabach und Bayreuth, bestand im September 1930 die 2. Lehramtsprüfung und war anschließend Volksschullehrer in Hildenbach und Weißenstadt. Am 15. Juli 1935 trat er als Reserveoffizieranwärter beim Pionierbataillon 10 in Deggendorf in die Wehrmacht ein. Am 1. September 1938 wechselte er in die Laufbahn der aktiven Offiziere. Er diente als Offizier im Zweiten Weltkrieg und war u. a. Kompaniechef der 3. Kompanie des Pionier-Bataillons 27 der 27. Infanterie-Division und später nach der Umbenennung auch der Nachfolgeeinheit Panzer-Pionier-Bataillon 27 der 17. Panzer-Division. Mitte 1944 existierte auch ein Sturm-Pionier-Bataillon Herzog. Am 18. Mai 1942 erhielt er das Deutsche Kreuz in Gold und am 16. April 1944 die Ehrenblattspange des Heeres. Ab Ende 1944 übernahm er die Heeres-Pionier-Sturmbrigade 627. Herzog wurde als Oberstleutnant und in dieser Position kurz vor Kriegsende das Ritterkreuz des Eisernen Kreuzes verliehen. Damit einher ging die gleichzeitige Beförderung zum Oberst. Er ging in sowjetische Kriegsgefangenschaft und kehrte erst 1955/56 nach Deutschland zurück.
Danach trat Herzog am 15. August 1957 in die Bundeswehr ein. Dort diente er u. a. als Kommandeur des Pionierlehr- und Versuchsregiments 87. Ab 1961 war er bis 1963 Inspizient der Pioniere als General der Pioniertruppen der Bundeswehr beim Truppenamt in Köln und war ebenfalls als Vertreter der Bundeswehr im Vorstand des Waffenrings, ab 1965 als Ehrenmitglied, später von 1983 für knapp ein Jahr kommissarischer Vorsitzender und ab 1983 auch Ehrenvorsitzender. Anschließend – sein Nachfolger als General der Pioniertruppen war der Brigadegeneral Joachim Möller-Döling – erfolgte seine Ernennung zum stellvertretenden Kommandierenden General des II. Korps des Heeres. Mit Ablauf des September 1966 wurde er in dieser Position in den Ruhestand versetzt. Er war Vorsitzender der PiKameradschaft ehem. PiBtl 27/PzPiBtl 27, ab 1976 im Waffenring organisiert und von 1976 bis 1980 Schriftleiter beim Waffenring.
Herzog war verheiratet und hatte zwei Kinder. Er starb am 25. Januar 1998 in München. Er ist auf dem Ostfriedhof in München bestattet.

## Schriften (Auswahl)
- Süddeutsche Pioniere im Katastropheneinsatz in Norditalien/Friaul, 13. Mai bis 28. Juni 1976. In: Deutsches Soldatenjahrbuch, 25, 1977, S. 317–319.